# Jerzmanowa (plaats)
Jerzmanowa (Duits: Hermsdorf) is een dorp in het Poolse woiwodschap Neder-Silezië, in het district Głogowski. De plaats maakt deel uit van de gemeente Jerzmanowa en telt ca. 600 inwoners.